# Ferran Mascarell i Canalda
Ferran Mascarell i Canalda (Sant Just Desvern, 1951) és un historiador i polític català. Ha sigut conseller de Cultura de la Generalitat de Catalunya en dues ocasions, i regidor de Cultura de l'Ajuntament de Barcelona. El 2016 va ser nomenat delegat del Govern de la Generalitat a Madrid. Va ser cessat el 27 d'octubre de 2017, després de l'aplicació de l'article 155 de la Constitució, i restuit mesos després, en formar-se nou govern. És un dels impulsors de la Crida Nacional per la República.

## Trajectòria professional
Va néixer a Sant Just Desvern i el 1976 es va llicenciar en història a la Universitat de Barcelona. Vinculat com a professional o polític electe, a la gestió cultural. Fou editor i director de la revista d'història L'Avenç entre 1977 i 1984 i coeditor i director de la revista Saber entre 1980 i 1983.
El 1983 va ser promotor i primer president de l'Associació de Publicacions Periòdiques en Llengua Catalana. El 1983 va ser nomenat director de Publicacions de la Diputació de Barcelona.
Va desenvolupar el projecte inicial del Centre de Cultura Contemporània de Barcelona (CCCB) i entre el 1987 i 1991 va ser coordinador de l'Àrea de Cultura de l'Ajuntament de Barcelona. Posteriorment va ser delegat general a Catalunya de la Societat General d'Autors i Editors (SGAE) i director gerent de l'Institut de Cultura de Barcelona entre 1996 i 1999. Des d'aquesta institució va impulsar i promoure iniciatives culturals com la Festa de Santa Eulàlia, la Festa Major de Barcelona, el Festival Grec, el Festival Internacional de Poesia, i va proposar remodelacions al Palau de la Virreina i a l'Espai Miserachs, entre d'altres. Entre el 2007 i el 2011, va ser vicepresident primer de l'Ateneu Barcelonès.
En el vessant docent, des de 1998 dirigeix cursos de postgrau en gestió de plataformes culturals de la IDEC-Universitat Pompeu Fabra. També col·labora habitualment amb la premsa. Està casat amb la gestora cultural Elisenda Figueras.

## Trajectòria política
El 1999 va ser nomenat regidor de Cultura i regidor del districte de Gràcia de l'Ajuntament de Barcelona. Des d'aquesta responsabilitat municipal va promoure i implementar el Pla de Biblioteques i el Pla d'Equipaments Culturals de la ciutat. També ha estat representant o membre del patronat de múltiples institucions i fundacions com Barcelona TV, Museu d'Art Contemporani de Barcelona, Fundació Mies Van der Rohe, Fundació de la Ciutat del Teatre, Museu Nacional d'Art de Catalunya, Gran Teatre del Liceu, Orquestra Simfònica de Barcelona i Nacional de Catalunya, entre d'altres.
Al setembre de 2001 va ser el representant de l'Ajuntament de Barcelona al consell d'administració del Fòrum Universal de les Cultures 2004, primer com a conseller delegat, després de la dimissió sobtada de Josep Caminal, i posteriorment com a vicepresident.
A la primera remodelació del govern Maragall feta el 20 d'abril de 2006, fou nomenat conseller de Cultura de la Generalitat de Catalunya en substitució de Caterina Mieras. Ocupà el càrrec fins a les eleccions al Parlament de Catalunya de 2006, en què fou escollit diputat. A principis del 2007 abandonà el seu escó per a incorporar-se com a productor audiovisual i conseller delegat de RBA Audiovisual, del sector privat, bo i sentint-se "desaprofitat" políticament. Durant el 2010 presenta dues plataformes culturals, el Cercle de Cultura, amb Pere Vicens i Xavier Bru de Sala, i BCN 10.0.
El 27 de desembre de 2010 accepta l'oferta del nou president de la Generalitat, Artur Mas, de tornar a ser conseller de Cultura, però aquesta vegada sota el govern de CiU. Finalment, fou nomenat conseller de Cultura i prengué possessió el 29 de desembre de 2010.
El gener de 2016 va deixar la conselleria de Cultura, i poc després fou nomenat delegat del Govern de la Generalitat de Catalunya a Madrid, substituint a Josep Maria Bosch, qui havia dimitit després de la ruptura entre Convergència i Unió. Fou destituït amb motiu de l'aplicació de l'article 155 de la Constitució Espanyola.
El desembre 2017 va anar a les llistes de Junts per Catalunya per Barcelona a les eleccions al Parlament de Catalunya de 2017, tot i no ser nomenat diputat. Va recuperar el càrrec de representant de la Generalitat a Madrid un cop reinstaurat el goven català. El juliol de 2018 va participar com a presentador del projecte de la Crida Nacional per la República.

## Llibres publicats
- La cultura en l'època de la incertesa (Roca, 2005) ISBN 8496544028
- Barcelona y la modernidad. La ciudad como proyecto de cultura (Gedisa, 2007) ISBN 9788497842396
- Catalanisme deucentista (La Magrana, 2011) ISBN 9788482649276
- Dos Estados (Arpa, 2017) ISBN 978-84-16601-41-7

També ha col·laborat en l'edició d'estudis o llibres com El temps de la Imaginació. El contracte de Barcelona amb l'Europa de la cultura, La cultura en el món que veu i El llibre blanc de la cultura a Catalunya (1999).